# Augustin Müller
Augustin Müller (* in Vallendar; † 2. Juni 1821 in Koblenz) war der letzte Abt der Abtei Rommersdorf.

## Leben
Augustin Müller aus Vallendar war Pfarrer in Heimbach, als er am 6. August 1792 überraschend als Kompromisskandidat zum Prälaten der Abtei Rommersdorf gewählt wurde. Die jüngeren Konventualen hatten nach dem Tod des Abtes Franz Kech den erst 28-jährigen Chorherrn Wilhelm Arnold Günther wählen wollen, der das selbst nicht ernsthaft wollte, die älteren hatten sich nicht auf einen gemeinsamen Kandidaten einigen können.
Abt Müller erlebte die Drangsale der Koalitionskriege und die Aufhebung seiner Abtei zugunsten des Fürsten von Nassau-Weilburg 1802/1803. Am 2. November 1802 begann der nassau-weilburgische Justizrat Carl Hergenhahn mit der vorläufigen Inbesitznahme des Stiftes Limburg und der Abteien Rommersdorf und Sayn. Am 16. November traf er in Rommersdorf ein und begann mit der Inventarisation des Besitzes der Abtei Rommersdorf. Gemäß Anweisung der kurtrierischen Regierung protestierte Müller dagegen, ergriff aber keine Maßnahmen. 5 Tage später erschien der kurtriersche Regierungsrat Stähler in Rommersdorf, konnte dort aber das kurfürstliche Verbot einer Zusammenarbeit mit Nassau nicht durchsetzen. Nach den Beschlüssen des Reichsdeputationshauptschlusses war jeder Widerstand gegen den Übergang der Landesherrschaft sinnlos geworden. Am 17. Juni 1803 gab der nassauische Hofrat Kayser den Beschluss zur Aufhebung der Abtei bekannt. Augustin Müller wurde mit einer Pension von 1500 Gulden pro Jahr in den Ruhestand geschickt. Ursprünglich hatte Kayser eine Pension von 2000 Gulden angeboten, Müller verzichtet aber zugunsten des Konventes auf 500 Gulden.
Nach der Säkularisation zog er sich nach Ehrenbreitstein zurück, wo er am 2. Juni 1821 in hohem Alter starb.